# Lars-Onsager-Preis
Der Lars-Onsager-Preis (englisch Lars Onsager Prize) ist ein jährlich von der American Physical Society vergebener Preis in theoretischer statistischer Physik (einschließlich Quantenflüssigkeiten). Er ist nach Lars Onsager benannt und mit 10.000 Dollar dotiert.
Es gibt auch die Lars Onsager Lecture and Professorship.

## Preisträger
- 1995 Michael E. Fisher
- 1997 Robert Kraichnan
- 1998 Leo Kadanoff
- 1999 Chen Ning Yang
- 2000 David J. Thouless, J. Michael Kosterlitz
- 2001 Bertrand Halperin
- 2002 Anatoly Larkin
- 2003 Pierre Hohenberg
- 2004 John Cardy
- 2005 Waleri Pokrowski
- 2006 Rodney Baxter
- 2007 A. Brooks Harris
- 2008 Christopher Pethick, Gordon Baym, Tin-Lun Ho
- 2009 B. Sriram Shastry
- 2010 Stephen Shenker, Daniel Friedan
- 2011 Alexander Belawin, Alexander Samolodtschikow, Alexander Poljakow
- 2012 Ian Affleck
- 2013 Daniel Fisher
- 2014 Vladimir P. Mineev, Grigory E. Volovik
- 2015 Franz Wegner
- 2016 Riccardo Zecchina, Marc Mézard, Giorgio Parisi
- 2017 Natan Andrei, Paul B. Wiegmann
- 2018 Subir Sachdev
- 2019 Christopher Jarzynski
- 2020 John Toner, Tamás Vicsek, Yuhai Tu
- 2021 Lew Pitajewski
- 2022 Boris Altshuler, David A. Huse, Igor L. Aleiner
- 2023 Peter Hänggi
- 2024 Jacques Prost
- 2025 Jean-Phillippe Bouchaud, Jorge Kurchan, Leticia Fernanda Cugliandolo